# Kabinet-Abe II
Het kabinet–Abe II (Japans: 第2次安倍内閣) was de regering van het Keizerrijk Japan van 26 december 2012 tot 24 december 2014.

## Kabinet–Abe II  (2012–2014)
| Ambtsbekleder                                   | Ambtsbekleder      | Ambtsbekleder                         | Functie                                                           | Ambtstermijn     | Ambtstermijn      | Partij                         |
| ----------------------------------------------- | ------------------ | ------------------------------------- | ----------------------------------------------------------------- | ---------------- | ----------------- | ------------------------------ |
|                                                 | Shinzo Abe         | Shinzo Abe 安倍晋三 (1954–2022)       | Premier                                                           | 26 december 2012 | 16 september 2020 | Liberaal- Democratische Partij |
|                                                 | Taro Aso           | Taro Aso 麻生太郎 (1940)              | Vicepremier                                                       | 26 december 2012 | 4 oktober 2021    | Liberaal- Democratische Partij |
| Minister van Financiën                          | Taro Aso           | Taro Aso 麻生太郎 (1940)              |                                                                   | 26 december 2012 | 4 oktober 2021    | Liberaal- Democratische Partij |
|                                                 | Yoshihide Suga     | Yoshihide Suga 菅義偉 (1948)          | Secretaris- generaal                                              | 26 december 2012 | 16 september 2020 | Liberaal- Democratische Partij |
|                                                 | Yoshitaka Shindo   | Yoshitaka Shindo 新藤義孝 (1958)      | Minister van Binnenlandse Zaken en Communicatie                   | 26 december 2012 | 3 september 2014  | Liberaal- Democratische Partij |
|                                                 | Sanae Takaichi     | Sanae Takaichi 高市早苗 (1961)        | Minister van Binnenlandse Zaken en Communicatie                   | 3 september 2014 | 3 augustus 2017   | Liberaal- Democratische Partij |
|                                                 | Fumio Kishida      | Fumio Kishida 岸田文雄 (1957)         | Minister van Buitenlandse Zaken                                   | 26 december 2012 | 3 augustus 2017   | Liberaal- Democratische Partij |
|                                                 | Sadakazu Tanigaki  | Sadakazu Tanigaki 谷垣禎一 (1945)     | Minister van Justitie                                             | 26 december 2012 | 3 september 2014  | Liberaal- Democratische Partij |
|                                                 | Midori Matsushima  | Midori Matsushima 松島みどり (1956)   | Minister van Justitie                                             | 3 september 2014 | 20 oktober 2014   | Liberaal- Democratische Partij |
|                                                 | Yoko Kamikawa      | Yoko Kamikawa 上川陽子 (1953)         | Minister van Justitie                                             | 20 oktober 2014  | 7 oktober 2015    | Liberaal- Democratische Partij |
|                                                 | Toshimitsu Motegi  | Toshimitsu Motegi 茂木敏充 (1955)     | Minister van Economische Zaken                                    | 26 december 2012 | 3 september 2014  | Liberaal- Democratische Partij |
|                                                 | Yuko Obuchi        | Yuko Obuchi 小渕優子 (1973)           | Minister van Economische Zaken                                    | 3 september 2014 | 20 oktober 2014   | Liberaal- Democratische Partij |
|                                                 | Yoichi Miyazawa    | Yoichi Miyazawa 宮沢洋一 (1950)       | Minister van Economische Zaken                                    | 20 oktober 2014  | 7 oktober 2015    | Liberaal- Democratische Partij |
|                                                 | Itsunori Onodera   | Itsunori Onodera 小野寺五典 (1960)    | Minister van Defensie                                             | 26 december 2012 | 3 september 2014  | Liberaal- Democratische Partij |
|                                                 | Akinori Eto        | Akinori Eto 小池百合子 (1950)         | Minister van Defensie                                             | 3 september 2014 | 24 december 2014  | Liberaal- Democratische Partij |
|                                                 | Norihisa Tamura    | Norihisa Tamura 田村憲久 (1964)       | Minister van Volksgezondheid, Arbeid en Welzijn                   | 26 december 2012 | 3 september 2014  | Liberaal- Democratische Partij |
|                                                 | Yasuhisa Shiozaki  | Yasuhisa Shiozaki 塩崎恭久 (1950)     | Minister van Volksgezondheid, Arbeid en Welzijn                   | 3 september 2014 | 3 augustus 2017   | Liberaal- Democratische Partij |
|                                                 | Hakubun Shimomura  | Hakubun Shimomura 下村博文 (1954)     | Minister van Onderwijs, Cultuur, Sport, Wetenschap en Technologie | 26 december 2012 | 7 oktober 2015    | Liberaal- Democratische Partij |
|                                                 | Akihiro Ota        | Akihiro Ota 太田昭宏 (1945)           | Minister van Infrastructuur, Transport en Toerisme                | 26 december 2012 | 7 oktober 2015    | Komeito                        |
|                                                 | Yoshimasa Hayashi  | Yoshimasa Hayashi 林芳正 (1961)       | Minister van Landbouw, Bosbouw en Visserij                        | 26 december 2012 | 3 september 2014  | Liberaal- Democratische Partij |
|                                                 | Koya Nishikawa     | Koya Nishikawa 西川公也 (1942)        | Minister van Landbouw, Bosbouw en Visserij                        | 3 september 2014 | 23 februari 2015  | Liberaal- Democratische Partij |
|                                                 | Nobuteru Ishihara  | Nobuteru Ishihara 石原伸晃 (1957)     | Minister van Milieu                                               | 26 december 2012 | 3 september 2014  | Liberaal- Democratische Partij |
|                                                 | Yoshio Mochizuki   | Yoshio Mochizuki 望月義夫 (1947–2019) | Minister van Milieu                                               | 3 september 2014 | 1 oktober 2015    | Liberaal- Democratische Partij |
|                                                 | Keiji Furuya       | Keiji Furuya 古屋圭司 (1952)          | Voorzitter van de Commissie voor Openbare Orde en Veiligheid      | 26 december 2012 | 3 september 2014  | Liberaal- Democratische Partij |
| Minister zonder portefeuille                    | Keiji Furuya       | Keiji Furuya 古屋圭司 (1952)          |                                                                   | 26 december 2012 | 3 september 2014  | Liberaal- Democratische Partij |
|                                                 | Eriko Yamatani     | Eriko Yamatani 山谷えり子 (1950)      | Voorzitter van de Commissie voor Openbare Orde en Veiligheid      | 3 september 2014 | 7 oktober 2015    | Liberaal- Democratische Partij |
| Minister zonder portefeuille                    | Eriko Yamatani     | Eriko Yamatani 山谷えり子 (1950)      |                                                                   | 3 september 2014 | 7 oktober 2015    | Liberaal- Democratische Partij |
|                                                 | Takumi Nemoto      | Takumi Nemoto 根本匠 (1951)           | Minister voor Sendai en Fukushima Zaken                           | 26 december 2012 | 3 september 2014  | Liberaal- Democratische Partij |
|                                                 | Wataru Takeshita   | Wataru Takeshita 竹下亘 (1945–2021)   | Minister voor Sendai en Fukushima Zaken                           | 3 september 2014 | 7 oktober 2015    | Liberaal- Democratische Partij |
|                                                 | Ichita Yamamoto    | Ichita Yamamoto 山本一太 (1958)       | Minister voor Okinawa en de Koerilen                              | 26 december 2012 | 3 september 2014  | Liberaal- Democratische Partij |
| Minister voor Wetenschaps- en Technologiebeleid | Ichita Yamamoto    | Ichita Yamamoto 山本一太 (1958)       |                                                                   | 26 december 2012 | 3 september 2014  | Liberaal- Democratische Partij |
| Minister voor Territoriale Zaken                | Ichita Yamamoto    | Ichita Yamamoto 山本一太 (1958)       |                                                                   | 26 december 2012 | 3 september 2014  | Liberaal- Democratische Partij |
| Minister voor Ruimtevaartbeleid                 | Ichita Yamamoto    | Ichita Yamamoto 山本一太 (1958)       |                                                                   | 26 december 2012 | 3 september 2014  | Liberaal- Democratische Partij |
| Minister voor Informatie- voorziening           | Ichita Yamamoto    | Ichita Yamamoto 山本一太 (1958)       |                                                                   | 26 december 2012 | 3 september 2014  | Liberaal- Democratische Partij |
|                                                 | Shunichi Yamaguchi | Shunichi Yamaguchi 山口俊一 (1950)    | Minister voor Okinawa en de Koerilen                              | 3 september 2014 | 7 oktober 2015    | Liberaal- Democratische Partij |
| Minister voor Wetenschaps- en Technologiebeleid | Shunichi Yamaguchi | Shunichi Yamaguchi 山口俊一 (1950)    |                                                                   | 3 september 2014 | 7 oktober 2015    | Liberaal- Democratische Partij |
| Minister voor Territoriale Zaken                | Shunichi Yamaguchi | Shunichi Yamaguchi 山口俊一 (1950)    |                                                                   | 3 september 2014 | 7 oktober 2015    | Liberaal- Democratische Partij |
| Minister voor Ruimtevaartbeleid                 | Shunichi Yamaguchi | Shunichi Yamaguchi 山口俊一 (1950)    |                                                                   | 3 september 2014 | 7 oktober 2015    | Liberaal- Democratische Partij |
| Minister voor Informatie- voorziening           | Shunichi Yamaguchi | Shunichi Yamaguchi 山口俊一 (1950)    |                                                                   | 3 september 2014 | 7 oktober 2015    | Liberaal- Democratische Partij |